# Ef-Ei
Ра́дио «Ef-Ei» (латыш. Radio Ef-Ei) — латвийская радиостанция, вещающая в FM-диапазоне на частоте 91,4 МГц в городе Резекне на русском языке. ООО «Ef-Ei» было основано 3 декабря 1992 года, и на данный момент является слушаемой радиостанцией в Резекне.

## Передачи
- Бюро находок
- Поздравлялки
- Прогноз погоды
- Выпуск местных новостей